# CircuitPython
CircuitPythonはMicroPythonから派生した、教育および初心者向けのオープンソースのプログラミング言語である。CircuitPythonは、Adafruit Industriesが開発を支援しており、Python 3プログラミング言語のC言語によるソフトウェア実装である。 数種類の現行のマイクロコントローラに移植されている。
CircuitPython はマイコンのハードウェアで動作する完全なPythonコンパイラおよびランタイムである。サポートされたコマンドを即時実行するための対話型プロンプト(REPL)も用意されている。CircuitPython には、Pythonの様々なコア・ライブラリに加え、Adafruitの対応ハードウェア製品への低レイヤアクセスを提供するモジュール群や、初心者向けの高レイヤライブラリが含まれる。
CircuitPythonはDamien Georgeが開発したMicroPythonのフォークである。MicroPythonのコミュニティには、CircuitPythonのようなMicroPythonから派生した変種について議論がある。
CircuitPythonはPythonのリファレンス実装であるCPythonに準拠することを目指している。 CircuitPython互換ボード用に書かれたプログラムは、Raspberry Piなど他のプラットホームでは修正なしでは動作しない可能性がある。

## 用途
CircuitPythonが利用されているのは、従来Arduino開発環境でコーディングされていた用途である。 小型の携帯ゲームの開発にも利用されている。Chris Youngは、双方向通信の実現およびアクセシビリティの課題解決の一助として、自身の赤外線送受信ソフトウェアをCircuitPythonに移植した。

## コミュニティ
ユーザコミュニティをサポートする、Discordによるチャットルームとプロダクトサポートルームがある。 CircuitPython関連ニュース用のTwitterアカウントが2018年に開設された。

## 提供状況
現在の安定版は4.0.1で、マイクロチップ・テクノロジー Atmel SAMD21 および SAMD51マイクロコントローラとノルディック・セミコンダクター nRF52840 マイクロコントローラをサポートする。以前のバージョンではESP8266マイクロコントローラをサポートしていたが、Version 4でサポート対象外となっている。